# Radical Entertainment
Radical Entertainment è stata un'azienda sviluppatrice di videogiochi con sede a Vancouver, Columbia Britannica, Canada. È stata fondata nel 1991 da Dave Davis, Rory Armes e Ian Wilkinson, che in precedenza ha sviluppato videogiochi per varie case editrici come la THQ, la Microsoft e la Fox Interactive.
Nel 2012, a causa della fredda accoglienza di Prototype 2, lo studio ha subito un severo ridimensionamento e ora si occupa del supporto di altri titoli di Activision.

## Videogiochi
Fra i principali titoli sviluppati dalla Radical Entertainment ci sono: Crash: Il dominio sui mutanti, Crash of the Titans, Crash Tag Team Racing, Scarface: The World Is Yours, Prototype, The Simpsons Hit & Run